# Seznam mostov v Budimpešti
Mostovi v Budimpešti, ki prečkajo reko Donavo od severa do juga, so naslednji:

## Tabela najbolj znanih mostov
Ta tabela izključuje železniške mostove, mostove do otokov in mostove, ki so delno zunaj Budimpešte. 
| Slika mostu | Ime mostu                                | Zgrajen | Obnovljen | Buda       | Pešta                          |
| ----------- | ---------------------------------------- | ------- | --------- | ---------- | ------------------------------ |
|             | Árpádov most Árpád híd                   | 1950    |           | III.       | Újlipótváros- XIII.            |
|             | Margaretin most Margit híd               | 1876    | 1948      | II.        | okrožje V, Újlipótváros -XIII. |
|             | verižni most Széchenyi Széchenyi Lánchíd | 1849    | 1949      | okrožje I. | okrožje V.                     |
|             | Elizabetin most Erzsébet híd             | 1903    | 1964      | okrožje I. | okrožje V.                     |
|             | Most svobode Szabadság híd               | 1896    | 1946      | ÚjbudaXI.  | okrožje V., Ferencváros IX.    |
|             | Petőfijev most Petőfi híd                | 1937    | 1952      | Újbuda XI. | Ferencváros IX.                |
|             | Rákóczijev most Rákóczi híd              | 1995    |           | Újbuda XI. | Ferencváros IX.                |

## Megyeri most
To je most s poševnimi zategami, ki služi kot del avtoceste M0, ki obkroža mesto. Priprave na njegovo gradnjo so se začele 6. januarja 2006. Most je bil dokončan 30. septembra 2008.
Končni objekt se razprostira preko dveh krakov Donave z otokom Szentendre na sredini, kjer zaradi varstva okolja ni izhoda. Vzhodni del mostu je most s poševnimi zategami, tako kot na glavnem kraku, ta del omogoča varen prehod za mednarodni rečni promet za vsa plovila, ki imajo trenutno dovoljenje za prehod skozi Budimpešto zaradi svoje vodljivosti.
Na mostu so 4 prometni pasovi in 2 utrjeni bankini, ki sta dovolj široki, da se vozišče lahko razširi na 6 prometnih pasov in 2 bankini, če se bo obročna cesta na tem območju razširila. Del mostu s poševnimi zategami je dolg 590 m, glavni razpon pa 300 m.

## Severni železniški most (Északi összekötő vasúti híd)
Most je dolg 674,40 m in je bil prvič dan v promet leta 1913. Minirala ga je umikajoča se nemška vojska leta 1945. Na temeljih je bila zgrajena nova, začasna jeklena konstrukcija iz vojaških elementov, ki so omogočali hitro gradnjo. Vlaki so ga lahko uporabljali s hitrostjo max. 15 km / h. Dokončno so ga porušili leta 2008, ko so temelje v celoti prenovili in nanje postavili novo jekleno konstrukcijo. Ta tehnično omogoča tranzitne hitrosti 160 km / h, vendar je zaradi varnosti, povezanih s krivinami železnice v mestu, največja dovoljena tranzitna hitrost 80 km / h.

## K most
Most povezuje Budim (zahodna polovica mesta) z otokom Óbudai.
Most je bil zgrajen iz vojaških elementov, ki so omogočali hitro gradnjo. Za javnost je bil odprt leta 1955. Zagotavljal je železniško progo do ladjedelnice, ki je delovala na otoku. Potem ko se je tovarna med prehodom na kapitalizem zaprla, so železniško progo razstavili. Od mostu je ostal samo tisti železniški odsek.
Trenutno most služi pešcem in cestnemu prometu, vendar zagotavlja le en vozni pas. Semafor določa, v katero smer se lahko avtomobili premikajo. 

## Ladjedelniški most (Hajógyári Híd)
Na začetku je bil omogočen le tranzit od otoka Óbudai do zahodnega brega Donave.
Leta 1858 so odprli lesen most. Lahko so ga potisnili vstran, da so šle ladje lahko mimo. Leta 1884 ga je nadomestil jekleni most, katerega sredino je bilo mogoče dvigniti za prehod ladij.
Končno so leta 1968 na njegovem mestu zgradili armiranobetonski most. Ta most še danes služi prometu. Ima dva prometna pasova za avtomobile. 

## Árpádov most
Árpádov most ali Árpád híd povezuje Budo in Pešto čez Donavo. Je najsevernejši javni most v prestolnici in najdaljši most na Madžarskem, ki se razteza na približno 2 km s priključnimi cestami, ki vodijo do mostu in 928 m brez njih. Širina je 35,3 m.

## Margaretin most
Margaretin most je drugi najsevernejši in drugi najstarejši javni most v Budimpešti. Načrtoval ga je francoski inženir Ernest Goüin in zgradil med letoma 1872-1876. Margaretin most je postal drugi stalni most v Budimpešti po Széchenyjevem verižnem mostu. Ta most vodi čez Margaretin otok, njegova dva dela pa se s 150-stopinjsko steno privezujeta na otoku. Razlog za to nenavadno geometrijo je v dejstvu, da je bil v prvotno zasnovo naglo vstavljen majhen podaljšek za povezavo otoka Margaret, ki je bil zgrajen šele dve desetletji pozneje zaradi pomanjkanja sredstev. Most je dolg je 637,5 m in širok 25 m.
Od leta 2009 do 2011 je bil v celoti obnovljen. Med rekonstrukcijo so ga razdelili na dva, tako da ga je  lahko uporabljal ves avtobusni in tramvajski promet, razen ob ponovnem priklopu talnih tirnic na tiste, ki so bile uporabljene na mostu v naslednji fazi. V prvi fazi so javni prevoz in pešci uporabljali južno stran, različne dele severa pa so hkrati razstavili in rekonstruirali. Nato je bila rekonstruirana južna polovica, na severni so bile začasne tirnice. Zadnja faza je bila poenotenje, postavitev končne proge na sredini, nato pa dokončanje vsebin, neposredno povezanih z uporabniki in zgodovinska obnova. Most je bil obnovljen v stanje iz leta 1937, ko je bil najbolj okrašen.

## Verižni most Széchenyi
Széchenyjev verižni most je viseči most, ki se razteza čez reko Donavo med Budimom in Pešto. Prvi most čez Donavo v Budimpešti je zasnoval angleški inženir William Tierney Clark leta 1839 na pobudo grofa Istvána Széchenyija istega leta, gradnjo pa je nadzoroval škotski inženir Adam Clark (ni sorodnik). Odprl se je leta 1849 in tako postal prvi most v madžarski prestolnici. Takrat je bila njegov sredinski razpon 202 m ena največjih na svetu. Par levov na vsakem od pilonov je bil dodan leta 1852. V popularni kulturi Madžarske je poudarjeno, da levi v resnici nimajo jezikov.

## Elizabetin most
Elizabetin most je tretji najnovejši most Budimpešte. Leži na najožjem delu Donave in je dolg le 290 m.
Prvotni most (zgrajen med letoma 1897 in 1903), skupaj z vsemi drugimi mostovi, je bil ob koncu druge svetovne vojne razstreljen ob umiku nemške vojske. To je bil edini predvojni most Budimpešte, ki ni bil obnovljen v prvotni obliki. Razlog za to je bil v tem, da je bil original v svojem času tudi sodobna struktura. Slike in rešene dele starega mostu lahko vidimo na travi pred Prometnim muzejem v mestnem parku.
Trenutno stoji vitki beli most na kablih zgrajen na istih temeljih med letoma 1961–1964, ker vlada ni hotela zgraditi povsem novih temeljev.

## Most svobode
Most svobode je tretji najjužnejši cestni most v Budimpešti. Dolg je 333,6 m in širok 20,1 m. Vrhove štirih pilonov krasijo veliki bronasti kipi Turula, sokolu podobne ptice, ki je viden v starodavni madžarski mitologiji.
Most je bil zgrajen med letoma 1894 in 1896 po načrtih Jánosa Feketeházyja. Čeprav je korenito drugačen po strukturi, most posnema splošen oris verižnega mostu, ki je v času gradnje veljal za estetsko dovršeno obliko. Most so odprli v navzočnosti cesarja Franca Jožefa; zadnjo srebrno kovico na osi Pešte je cesar sam vstavil v železno konstrukcijo in most je bil prvotno poimenovan po njem.
Leta 1945 je bil njegov eksplodiran srednji del delno rekonstruiran iz obnovljenih materialov dvignjenih ruševin. Okraski iz obdobja dualizma in detajli ograje so bili obnovljeni s preprostejšimi oblikami. Popravljeni so bili elementi, ki vplivajo na strukturo. Most je bil prebarvan z rjavo, namesto prvotne zelene. Enobarvna fotografija tistega časa ni pokazala, kakšen odtenek zelene barve je bila nekdanja barva. Natančen odtenek njegove prvotne barve je bil ugotovljen iz pisnih arhivov v 1960-ih in most je bil pri naslednjem vzdrževanju prebarvan v to barvo.
Med popolno obnovo 2007–2009 so bile popravljene vse vojne poškodbe oblike, jeklena konstrukcija je nadomestila beton, ki nosi prometne pasove in tramvaj, s čimer se je most osvobodil velike teže. Tramvaj, ki absorbirajo hrup in impulze, so bili obnovljeni. Kar zadeva okraske, so bili na novo postavljeni vsi originalni ekvivalenti, saj so bili najdeni originalni vzorci ograj, ki so omogočili ponovno oblikovanje originalnih oblik, most pa je dobil razsvetljavo. Strukturne elemente obnove, ki zagotavljajo dolgo življenjsko dobo, je financirala EU, umetniške elemente obnove pa je financirala občinska uprava.

## Petőfijev most
Petőfijev most (poimenovan po Sándorju Petőfiju, staro ime mostu Horthy Miklós je bilo po guvernerju Miklósu Horthyju) je drugi najjužnejši javni most v Budimpešti. Zgrajen je bila med letoma 1933–1937 po načrtih Pála Álgyaija Huberta. Dolg je 514 m (skupaj z odseki, ki vodijo na most) in širok 25,6 m.

## Rákóczijev most
Rákóczijev most povezuje Budo in Pešto čez Donavo. Poimenovan je po madžarskem voditelju Francu II. Rákócziju. Zgrajen ob južnem železniškem mostu je ta most najjužnejši cestni most v prestolnici; odprt je bil leta 1995. Do leta 2015 se je čez most razširila tramvajska proga 1 do Budima (zahodna stran mesta) do Fehérvári út, kjer se povezuje na tramvajske proge 18, 41 in 47. Na Budimski strani je del pokrit s travo. 

## Južni železniški most (Összekötő vasúti híd)
Vzporedno z Rákóczijevim mostom je 477 m dolg železniški most (Összekötő vasúti híd). Ta dvotirni most, ki ga je 1873–77 zasnoval in zgradil ugledni arhitekt Gyula Rochlitz (ki je zasnoval tudi ikonično železniško postajo Keleti), se še vedno uporablja za tovorne in potniške vlake. Most je bil poškodovan v drugi svetovni vojni, vendar so ga leta 1953 popravili in obnovili.

## Kvassay most
Most se razprostira na severnem koncu ožjega kraka Donave, ki meji na otok Csepel. Je na najsevernejši točki otoka.
Most so prvič odprli leta 1927. Razstrelila ga je umikajoča se nemška vojska leta 1944. Obnovljen je bil leta 1951 iz jekla, uničenega v drugi svetovni vojni. Leta 1951 je bil poleg njega odprt tudi drugi most, ki je služil novo zgrajeni železniški progi.
26. junija 2000 so ob starem mostu odprli novozgrajen most, ki je služil cestnemu prometu. Potem ko je bil cestni promet preusmerjen na novo strukturo, je bil stari most porušen.

## Gubacsi most
Razteza se na ožjem kraku Donave, ki meji na otok Csepel.
Najprej so v 1870-ih leta na mestu prihodnjega mostu zgradili jez. Ta jez je prometu zagotavljal dostopno točko do otoka. V 1920-ih je bil tranzit za ladje preusmerjen čez ožji krak Donave, jez pa je bil porušen. Most je bil zgrajen na tem mestu. Severna polovica mostu je služila železniškemu prometu, južni del pa cestnemu prometu. Umikajoča se nemška vojska je uničila most med obleganjem Budimpešte leta 1944.
Obnovljen je bil leta 1947. Med obnovo mostu leta 1978 je bila prenovljena železniška proga, ki jo je prečkala, in infrastruktura za železniški tovor je bila zmanjšana na en tir.

### Foto galerija
- Budapest Photo Gallery - Bridges